# Сірий Андрій Ігорович
Андрі́й І́горович Сі́рий (нар. 6 квітня 1992) — український футболіст, нападник.
Вихованець клубів Арсенал (Київ) та Зміна-Оболонь (Київ).

## Статистика виступів

### Професійна ліга
| Сезон     | Команда              | Турнір    | Матчі | Голи |
| --------- | -------------------- | --------- | ----- | ---- |
| 2009—2010 | Закарпаття (Ужгород) | дубль     | 6     | 0    |
| 2010—2011 | Волинь (Луцьк)       | дубль     | 5     | 1    |
| 2010—2011 | Нива (Тернопіль)     | чемпіонат | 7     | 0    |
| 2011—2012 | Славутич (Черкаси)   | чемпіонат | 6     | 1    |